# Акдала (Акдалинський сільський округ)
Акдала́ (каз. Ақдала) — село у складі Балхаського району Алматинської області Казахстану. Адміністративний центр та єдиний населений пункт Акдалинського сільського округу.
На околиці села знаходиться Ілійський ботанічний сад.
Населення — 1911 осіб (2021; 1761 у 2009, 1782 у 1999, 1744 у 1989).